# Telenn geltiek : Harpe celtique
Albums de Alan Stivell
Reflets
(1970)
Singles
1. Musique gaélique
Sortie : 1961 (Mouez Breiz)

Telenn geltiek : Harpe celtique est le premier disque 33 tours d'Alan Stivell, paru en octobre 1965 sous le nom d'Alan Cochevelou, encore non professionnel, et distribué par Mouez Breiz. Il est ressorti en novembre 1966 sous une nouvelle pochette et avec un titre breton puis réédité en CD en 1994 par Keltia III / Dreyfus, augmenté des six titres issus de son 45 tours Musique gaélique sorti en 1959 (il avait alors entre 15 et 16 ans).
C'est un album instrumental autour de la musique celtique, comprenant quatre morceaux traditionnels bretons, quatre écossais et trois irlandais. La harpe celtique est jouée par Stivell d'une manière traditionnelle et personnelle avec l'aide de son père pour la mise au point de l'instrument et l'harmonisation.

## Contexte
« Pour faire suite à un précédent enregistrement de musique gaélique édité par Mouez Breiz, Alan Cochevelou présente une sélection d'interprétations personnelles de mélodies d'Irlande, d'Écosse et de Bretagne harmonisées ou adaptées par son Père.
 Comme toutes les mélodies populaires, ces mélodies sont destinées à être chantées, bien qu'il ne soit pas toujours possible d'en retrouver les paroles primitives, les collecteurs s'étant souvent contentés de recueillir les airs. Il ne s'agit pas ici de « chants sans paroles » ; mais les harpeurs d'Écosse et d'Irlande nous ont déjà habitués à entendre, jouées par la harpe seule, des mélodies conçues pour la voix.
 La harpe celtique, en raison de son expressivité et de la diversité de ses timbres, est tout apte à faire apprécier les intentions d'un poème que la musique, pour sa part, s'est efforcée de souligner. Et bien des poèmes peuvent difficilement être transposés d'une langue dans une autre. La harpe, sur laquelle sont jouées ces diverses mélodies, est le résultat de nombreuses améliorations qui lui confèrent beaucoup de puissance et de moelleux. Elle est fort éloignée du petit instrument communément désigné sous le nom de « harpe Irlandaise », beaucoup plus grêle et moins étendu, et qui est particulièrement conçu pour l'accompagnement du chant où sa gracilité même fait parfois merveille.
 La dimension du disque ne permet guère au harpeur de s'abandonner comme de coutume aux reprises multiples de variations sur le thème mélodique d'un chant, encore que l'on retrouve avec plaisir ce style dans « Maro Pontkalleg ». Mais le choix très éclectique nous promène de Bretagne et d'Irlande, en cette Ecosse dont la nostalgie domine irrésistiblement le disque. Banalité que ce rappel : mais où trouver accord plus parfait d'un instrument et des mélodies plaintives et après des îles aux longues nuits de l'hiver nordique ? »
— Joseph Chardronnet, pochette du disque.
Son père, Georges Cochevelou, à l'origine de la renaissance de la harpe celtique, lui permet de signer avec Mouez Breiz, la première maison de disques bretonne, consacrée à la musique celtique. Hermann Wolf, le dirigeant du label quimpérois, est à l'origine des premiers enregistrements de bagadoù et de chanteurs qu'Alan Stivell écoute dans les années 1950. Entre fin 1959 et juillet 1960, il accompagne à la harpe sur quatre 45 tours la jeune chanteuse Andrea Ar Gouilh. Il note que son père, qui harmonise les morceaux, « tient depuis longtemps à montrer l'intérêt de la telenn pour l'accompagnement, ne trouvant pas, à l'époque, la guitare "assez bretonne". ».
En septembre 1961, il sort son premier 45 tours personnel, Musique gaélique, avec quatre titres irlandais et deux écossais arrangés par son père. C'est le premier disque de harpe celtique solo, si on excepte celui de Mme Dolmetsch des années 1930 et quelques morceaux solo (Alan Stivell a été enregistré avec son père chez Galbrun, par Hervé ar Menn, des morceaux solo comme En hou kavell et An Alarc'h avec A. Le Gouil).
Dans les années 1960, Stivell considère avoir perdu un peu d'agilité à la harpe, ayant en grande partie délaissé l'instrument pour se consacrer à l'étude du breton et de la cornemuse. Cependant ses débuts au pipe l'ont fait progresser, pour sa sensibilité celtique et ses phrasés.

## Parutions et réception
Alan Stivell enregistre Harpe celtique le 26 août 1964. La première version de son 33 tours de harpe celtique est distribuée en octobre 1965 avec le titre en français. Il le réédite en novembre 1966 en dessinant lui-même la pochette avec le titre en breton Telenn geltiek, mentionnant au verso « Alan Cochevelou dit Alan Stivell » pour le dernier retirage. 

Augmenté de 6 titres issus de son premier 45 tours Musique gaélique (sorti en 1959), Harpe celtique est remastérisé en CD et réédité en 1994 par les Disques Dreyfus.
Dans le magazine Paroles et Musique, Erwan Le Tallec estime que « Beauté, pureté et émotion sont déjà les dominantes de ce tout premier album. »

## Caractéristiques artistiques

### Analyse musicale
« Musique populaires d'Écosse et d'Irlande, très proches, ont été souvent confondues par des collecteurs de bonne foi. Alan Cochevelou, guidé de conseils autorisés, interprète quelques mélodies choisies parmi les plus connues en Bretagne. Le chant traditionnel comporte des intervalles non diatoniques que ne peut observer un instrument à tempérament fixe, mais à défaut de chant vocal, la harpe celtique est l'instrument le plus apte à pénétrer l'âme de la musique gaëlique. »
— Donatien Laurent, pochette du 45 tours de 1961
Le jeu d'Alan Stivell se base sur les cours qu'il a suivi de 1954 à 1958 auprès de la harpiste Denise Mégevand. Les arrangements celto-classiques de son répertoire sont issus de son père Georges. Le spécialiste de la harpe, Jean-Noël Verdier, analyse la façon dont Alan Stivell se sert de sa technique : « Son phrasé (anticipations, syncopes, etc.) à l'époque est déjà très personnel : c'est le résultat d'une éducation inter-celtique, mais aussi d'une certaine sensibilité à fleur de doigts. ». Alan Stivell s'était en effet ouvert à tout l'univers celtique, en travaillant plus intensément la cornemuse, la flûte irlandaise, la bombarde ou le chant traditionnel. Il étudie les cousinages, au niveau artistique, musical et linguistique. Sa direction musicale s'éclaircit plus il approfondit les répertoires traditionnels.

### Description des morceaux
Les six premiers morceaux de la réédition CD sont issus du 45 tours Musique gaélique, enregistré par Hermann Wolf, patron de la maison de disque quimpéroise Mouez Breiz, dans différentes pièces de sa maison selon l'artiste, le 1er août 1961, en même temps que le quatrième disque Chansons et mélodies de Bretagne avec la chanteuse Andrea Ar Gouilh. Les quatre premiers morceaux sont irlandais et les deux suivants écossais. L'ethno-musicologue Donatien Laurent écrit les commentaires suivants au dos de la pochette :
1. Airde Cuan. « D'Écosse, où il est exilé, l'auteur Mac Ambrois évoque avec nostalgie sa ville du Comté d'Antrim : « Ah, si je pouvais revoir Airde Cuan, jamais plus je ne pourrais la quitter... » »
2. The wearin' of the green. « Chant patriotique où vibre la fidélité au trèfle, emblème national et à la verte Erin, en dépit de toutes persécutions. L'air est d'Écosse, le texte est écrit en anglais, l'âme est l'Irlande. »
3. The derry air. « On ne connaît pas les paroles originales de cette mélodie publiée pour la première fois en 1855 et qu'on a pu considérer comme l'air populaire le plus beau du monde. »
4. Eamonn an cnuic « Du nom d'un proscrit, empruntée au recueil de P. Walsh, cette mélodie a vu son rythme original déformé par les adaptations ou traductions successives. La harpe le rétablit ici. »
5. Ye banks an' braes O'Bonnie Doon. « Chant populaire écossais noté par James Miller en 1788 et connu en Bretagne par l'adaptation de Taldir sous le titre de Hirvoudou et par un cantique à la Vierge. Le jeu de la harpe, s'il déroute à première audition, révèle un rythme plus riche que sous la forme où on le connaît habituellement. »
6. Bonnie banks O'Loch Lomond. « Mélodie écossaise qui apparaît pour la première fois en 1838, attribuée à Lady John Scott. Taldir l'a adaptée en breton sous le titre En tu all d'ar mor don. »

Les onze morceaux du 33 tours original sont enregistrés le 26 août 1964, toujours par Hermann Wolf. La plupart des titres sont assez courts, pour une durée totale de 25 minutes. Les thèmes choisis sont issus des répertoires bretons (Kloareg Tremelo, Kouskit Buan ma Bihan !, Mona), écossais (Bonnie Banks O' Loch Lomond, Tir-Nan-Og, avec un passage par les îles Hébrides sur Na Reubairean) et irlandais (Plijadur ha Displijadur, Una Bhan). D'autre part, Musique Gaélique n'est composé que d'airs doux, tandis que le reste de Telenn Geltiek varie un peu plus. La gwerz Marv Pontkalleg est interprétée dans une version différente du classique qui paraîtra sur Renaissance de la harpe celtique en 1971, car exécutée un peu plus rapidement. Les mélodies Airde Cuan et Na Reubairean (irlandaise et écossaise) seront également reprises en 1971.

### Pochette et disque
La première pochette réalisée par Mouez Breiz présente le titre en français et non en breton. Sur le dessin figure une grande harpe orange aux cordes jaunes au centre, un dolmen et un menhir à gauche, un voilier à droite, trois autres harpes plus petites de chaque côté. Alan Stivell étant insatisfait, une deuxième pochette sort début 1966 avec le titre en breton et la première sera réutilisée par Hermann Wolf pour un disque d'Andrew Mahoux. Cette nouvelle édition est dessinée par Alan Stivell. Les lettres sont en jaune, Alan Cochevelou est écrit en bas à droite, le titre légèrement excentré sur la gauche (vers l'Ouest...). Une harpe en noir et blanc décorée de motifs celtiques est en surimpression sur une carte où apparaissent les pays celtiques, le tout sur fond vert.

## Liste des morceaux

### Vinyle original
| 1. | Areir is me go huagneach ? (Pourquoi es-tu venu si tard ?) | (Irlande)                                              | 2:25 |
| 2. | A bhirlinn bharrach (O barque du bonheur)                  | Iles Hébrides (Écosse)                                 | 1:44 |
| 3. | Plijadur ha displijadur                                    | d'après la mélodie chantée par Roger Abjean (Irlande)  | 1:24 |
| 4. | Gwerz Maro Pontkalleg (Barzaz Breiz)                       | quelques strophes de la complainte bretonne à la harpe | 3:44 |
| 5. | Tir-nan-Og                                                 | chanson de pêcheur de l'île de Skye (Écosse)           | 3:05 |

| 1. | Na reubairean                                   | chanson de pirate (Iles Hébrides - Écosse) | 3:00 |
| 2. | Kloareg tremelo                                 | d'après Bourgault-Ducoudray (Bretagne)     | 2:13 |
| 3. | Una bhan (Ouna la blanche)                      | (Irlande)                                  | 1:06 |
| 4. | Kouskit buan ma bihan !                         | berceuse (Bretagne)                        | 1:38 |
| 5. | Mona                                            | d'après Bourgault-Ducoudray (Bretagne)     | 2:01 |
| 6. | Tir fo thuinn (Le pays qui est sous les vagues) | Iles Hébrides (Écosse)                     | 2:00 |

### Réédition CD
| 1.     | Airde Cuan                                                 |                                                        | 2:22 |
| 2.     | The wearing' of the green                                  |                                                        | 1:41 |
| 3.     | The derry air                                              |                                                        | 1:41 |
| 4.     | Eamonn an cnuic                                            |                                                        | 1:58 |
| 5.     | Ye banks an' braes O'Bonnie Doon                           |                                                        | 1:17 |
| 6.     | Bonnie banks O'Loch Lomond                                 |                                                        | 1:38 |
| 7.     | Areir is me go huagneach ? (Pourquoi es-tu venu si tard ?) | (Irlande)                                              | 2:25 |
| 8.     | A bhirlinn bharrach (O barque du bonheur)                  | Iles Hébrides (Écosse)                                 | 1:44 |
| 9.     | Plijadur ha displijadur                                    | d'après la mélodie chantée par Roger Abjean (Irlande)  | 1:24 |
| 10.    | Gwerz Maro Pontkalleg (Barzaz Breiz)                       | quelques strophes de la complainte bretonne à la harpe | 3:44 |
| 11.    | Tir-nan-Og                                                 | chanson de pêcheur de l'île de Skye (Écosse)           | 3:05 |
| 12.    | Na reubairean                                              | chanson de pirate (Iles Hébrides - Écosse)             | 3:00 |
| 13.    | Kloareg tremelo                                            | d'après Bourgault-Ducoudray (Bretagne)                 | 2:13 |
| 14.    | Una bhan (Ouna la blanche)                                 | (Irlande)                                              | 1:06 |
| 15.    | Kouskit buan ma bihan !                                    | berceuse (Bretagne)                                    | 1:38 |
| 16.    | Mona                                                       | d'après Bourgault-Ducoudray (Bretagne)                 | 2:01 |
| 17.    | Tir fo thuinn (Le pays qui est sous les vagues)            | Iles Hébrides (Écosse)                                 | 2:00 |
| 35 min |                                                            |                                                        |      |

## Fiche technique
- Alan Cochevelou : harpe celtique

Équipe technique
- Production : Hermann Wolf (Mouez Breiz)
- Enregistrement : Studio Mouez Breiz
- Harmonisation et adaptation : Jord Cochevelou
- Pochette : dessin signé Alan Stivell